# Unruoch II van Ternois
Unruoch van Ternois (ca. 780 – 13 november vóór 853) was een hoge Frankische edelman. Hij maakte deel uit van de rijksadel van Karel de Grote. Hij wordt gezien als de stamvader van de Unruochingen. De familie komt uit Alemannië maar had ook grote bezittingen in het noorden van Neustrië.
Hij had in 805 een van de Saksische gijzelaars in bewaring en was in 806 een gezant van de koning. In 811 is hij lid van de delegatie die vrede sloot met de Denen en hij was een van de getuigen van het testament van Karel de Grote. In 839 wordt hij genoemd als graaf van de Ternaasgouw (Ternois), in de laatste jaren van zijn leven was hij monnik in de abdij van Sint-Bertinus in Sint-Omaars.
Unruoch was getrouwd met Engeltrude (geb. ca. 795), dochter van Bego van Toulouse. Zij hadden de volgende kinderen:
- Berengarius, gestorven in 835
- Eberhard van Friuli
- een onbekende dochter, getrouwd met Suppo III van Spoleto
- Adalhard, abt van de abdij van Sint-Bertinus in Sint-Omaars en van de abdij van Sint-Amandus in Saint-Amand-les-Eaux.